# (736) Harvard
(736) Harvard ist ein Asteroid des Hauptgürtels, der am 16. November 1912 vom US-amerikanischen Astronomen Joel Hastings Metcalf in Winchester, Massachusetts entdeckt wurde. 
Benannt wurde der Asteroid nach der Harvard-Universität.